# Boeing AH-64 Apache
AH-64 Apache (Apache od rdzennej ludności Ameryki) – podstawowy typ śmigłowca szturmowego United States Army, przeznaczony do zwalczania broni pancernej i wspierania oddziałów lądowych. Został opracowany przez Hughes Helicopters, przejęty następnie przez McDonnell Douglas. Zakłady te zostały później wykupione przez firmę Boeing Company. Jego poprzednikiem był Bell AH-1 Cobra.

## Historia
W 1972 r. U.S. Army ogłosiła przetarg na Advanced Attack Helicopter (zaawansowany helikopter szturmowy). Swoje propozycje zgłosiło 5 firm, a do finału zakwalifikowano Toolco Aircraft Division koncernu Hughes Aircraft (później Hughes Helicopters) Model 97/YAH-64 i Bell Helicopter Textron Model 409/YAH-63. W 1976 wybrano projekt Hughesa. Pierwszy lot prototypu odbył się 30 września 1975 r. Kontrakt na produkcję podpisano dopiero w 1982, a rok później w zakładach Hughes Helicopters w Mesa (Arizona) wyprodukowano pierwszy seryjny egzemplarz. W 1984 Hughes Helicopters został zakupiony przez McDonnell Douglas za kwotę 500 milionów dolarów i producentem śmigłowca stał się McDonnell Douglas. W 1996 r. McDonnell Douglas połączył się z Boeingiem.
W U.S. Army używane są dwa główne modele AH-64: AH-64A i AH-64D. Wersje B i C były także wyprodukowane, jednak nigdy nie weszły do służby. Powstało wiele wersji eksportowych. Nie licząc małoseryjnej produkcji w Japonii, jedyną wersją produkowaną poza USA jest brytyjski Westland WAH-64 – licencyjna wersja AH-64D z kilkoma ulepszeniami.
W listopadzie 2011 przekazywano pierwszego Apache w zmodernizowanej wersji AH-64D Block III do US Army (z 8 sztuk zamówionych w 2010). Nowa wersja ma m.in. mocniejsze silniki GE T700-701D o mocy 2000 KM (1470 kW) każdy, kompozytowy wirnik, cyfrowy system transmisji danych z możliwością sterowania UAV, nowe radio i wzmocnione podwozie. W październiku 2012 roku AH-64D Apache Longbow Block III przemianowano na AH-64E, armia potwierdziła modernizację 96 z 690 planowanych sztuk, w tempie 48 rocznie. Tajwan zamówił 30 AH-64D Block III (AH-64E w nowej nomenklaturze) w 2011. W 2012 Indie wyraziły chęć zakupu AH-64E zamiast oferowanych przez Rosję Mi-28N. W 2013 Korea Południowa wybrała AH-64E na przyszły śmigłowiec uderzeniowy i rozpoczęła rozmowy ws. zakupu 36 sztuk, śmigłowiec rywalizował z Bellem AH-1Z i TAI T-129B. Śmigłowce w wersji E do 2016 roku zamówiły także Indonezja i Katar.

## Budowa

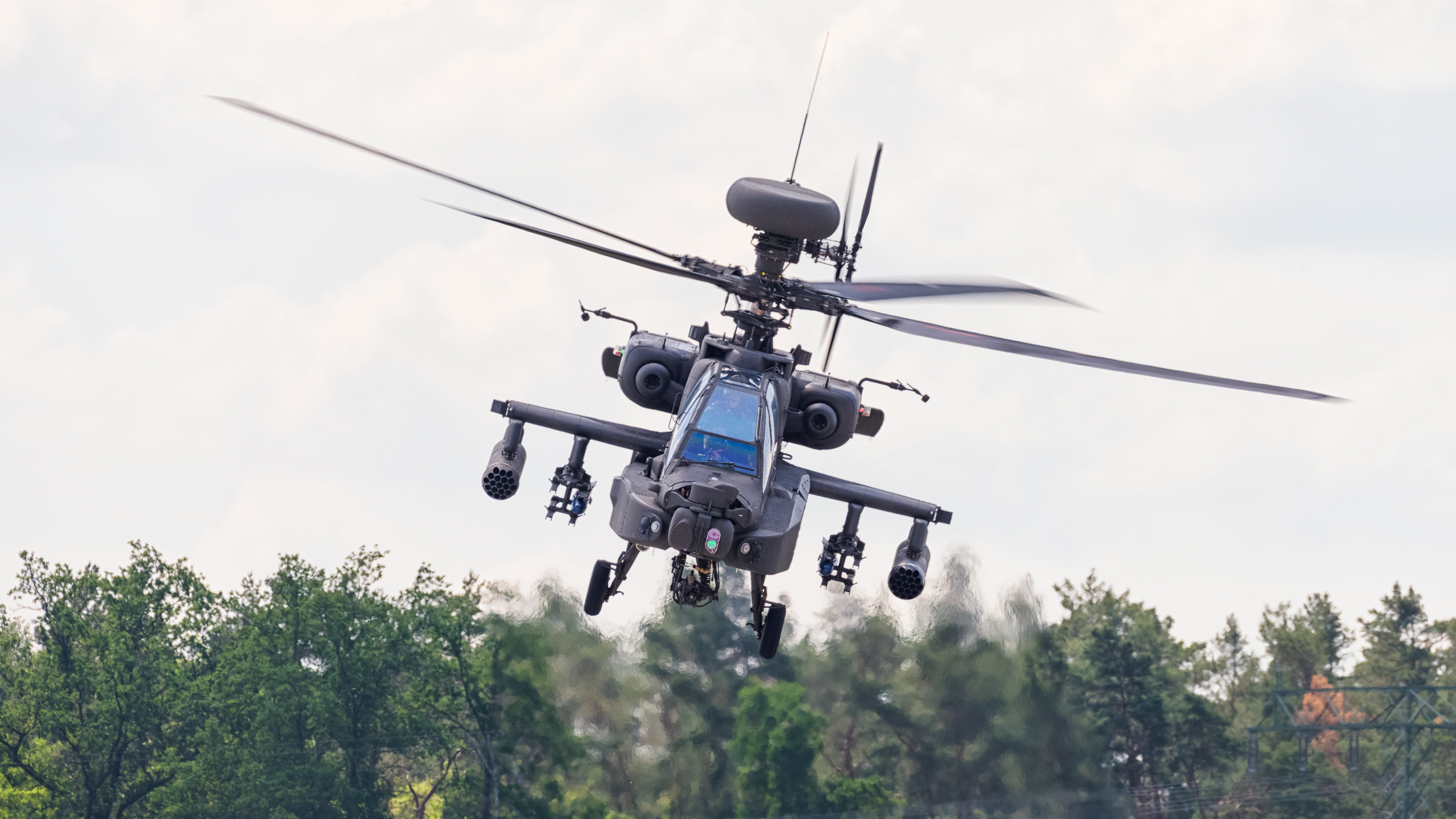
WAH-64D widziany od przodu

Apache został zaprojektowany jako bardzo wytrzymała maszyna zdolna do działań na pierwszej linii frontu w każdych warunkach pogodowych, w dzień i w nocy. Kabina załogi jest opancerzona. Obaj członkowie siedzą w tzw. kevlarowej wannie. Dzięki nowoczesnej aparaturze nawigacyjnej (w szczególności dzięki użyciu kamer na podczerwień) i awionice śmigłowiec może latać nawet przy całkowitym braku widoczności. Odczyty przyrządów pomiarowych podawane są na wyświetlaczu zintegrowanym z hełmem pilota (rzutnik monookularowy przy hełmie). Naprowadzanie wieżyczki działka dokonywane jest poprzez obrót głowy pilota dzięki optycznemu monitorowaniu ruchów hełmu. Podczas projektowania Apache opracowano wiele nowatorskich rozwiązań. Jednym z nich jest jego wirnik skonstruowany z warstw włókien szklanych. Helikopter może kontynuować lot nawet z wielokrotnie przestrzelonymi łopatami.
Systemy zakłócania radaru oraz układy wabików cieplnych chronią śmigłowiec przed zestrzeleniem przez rakiety przeciwlotnicze naprowadzane na podczerwień oraz radarowo. Komputery do nawigacji w trudnym terenie oraz wykorzystanie sygnałów GPS pozwalają Apache’owi na przekradanie się wąskimi dolinami oraz odnajdywanie ukrytych celów bojowych. Połączenie tego wszystkiego powoduje, że AH-64 jest jednym z najlepszych śmigłowców tego typu na świecie. W trakcie walki współpracuje ze śmigłowcami obserwacyjnymi OH-58D Kiowa Warrior Scout.
Konstruktorzy podczas tworzenia AH-64 za cel nadrzędny obrali wysoką przeżywalność konstrukcji na polu walki. Osiągnęli to przede wszystkim dzięki:
- bardzo dobrym osiągom
- wyrafinowanej elektronice i wyposażeniu rozpoznawczemu (wieżyczka systemu TADS/PNVS oraz radar w wersji Longbow)
- zastosowaniu opancerzenia
- odizolowania silników od siebie (jeden od drugiego są rozdzielone przekładnią główną wirnika)
- zastosowaniu bardzo wytrzymałych materiałów w konstrukcji wirników
- wdrożeniu technologii, dzięki którym wyciek paliwa lub oleju silnikowego obniża możliwości bojowe w niewielkim stopniu (przez określony krótki czas).

W przypadku wykrycia i trafienia śmigłowca, zdolność przetrwania zależy od odporności na ogień obrony przeciwlotniczej. Wszystkie węzłowe elementy konstrukcji, mające znaczenie dla bezpieczeństwa lotu, są odporne na trafienia pociskami 12,7 mm. W razie zestrzelenia lub awaryjnego lądowania konstrukcja śmigłowca zapewnia załodze teoretyczne stuprocentowe bezpieczeństwo przy prędkości zderzenia z ziemią 12,8 m/s (46 km/h). Elementami absorbującymi energię uderzenia są: podwozie, wyłamywane do tyłu działko i odpowiednia konstrukcja kadłuba.

## Wykorzystanie bojowe

### Stany Zjednoczone
Apache swój chrzest bojowy odbył w 1989 r. w Panamie podczas operacji Just Cause.
Największe triumfy święciły Apache podczas I wojny w Zatoce Perskiej w roku 1991. Spora część sił pancernych Iraku została zniszczona przez ataki tych śmigłowców.
Kolejny atak na Irak nie wiązał się z koniecznością niszczenia wielkich zgrupowań czołgów. Apache biorące udział w II wojnie w Zatoce Perskiej zostały użyte do walki z piechotą. Podczas wykonywania zadań zdecydowanie odmiennych od przewidzianych podczas projektowania konstrukcji, okazały się podatne na uszkodzenia zadawane przez siły naziemne przeciwnika w pewnych warunkach terenowych. Nawet 80% AH-64 operujących w górach zostało ciężko uszkodzonych od nieprzyjacielskiego ognia. Podobnie w miastach – iracka piechota była zdolna do uszkadzania śmigłowców (np. przy pomocy wielkokalibrowych karabinów maszynowych, działek 23 mm, a nawet granatników przeciwpancernych RPG-7), czasami zmuszając maszyny do awaryjnego lądowania. Falę krytyki wobec sposobu wykorzystania AH-64 wywołało zdarzenie z 21 marca 2003, kiedy 32 lub 35 Apache z 11. Pułku wpadło w iracką zasadzkę ogniową koło Karbali, na skutek czego jeden został zestrzelony, a większość uszkodzonych. Następujące zmiany taktyki przyniosły minimalizację strat, a z kolei udział AH-64 okazał się istotny dla osłony konwojów lądowych oraz osłony lotnisk.
AH-64 zastosowano przez krótki okres również na Bałkanach, gdzie wspierał wojska ONZ. Został jednak szybko wycofany, gdyż charakterystyka terenu sprawiała, iż łatwo można było śmigłowiec zestrzelić przy użyciu np. granatników RPG-7.

### Izrael
Izraelskie Siły powietrzne używają AH-64 jako zaawansowaną platformę do wykonywania precyzyjnych ataków z użyciem rakiet kierowanych, przeciwko różnorodnym celom. Podczas wojny z Libanem w latach 90. dokonywały ataków na placówki Hezbollahu, działając we wszelkich warunkach pogodowych, w dzień i w nocy. Podczas Intifady użyto ich z wykorzystaniem rakiet kierowanych, do zabicia przywódców Hamasu takich, jak Ahmed Jassin i Adnan al-Ghoul

### Wielka Brytania
Za kwotę 2,5 miliarda funtów zostało zakupionych 67 AH-64D (w tym 59 WAH-64), by zastąpić wycofywane Westland Lynx. Były produkowane w latach 1998–2004. Maszyny napędzają silniki Rolls-Royce RTM322. Pierwszy z zamówionych śmigłowców przejęto oficjalnie 16 marca 2000 roku. Maszyny weszły w skład powołanej do życia w 1999 roku 16 Air Assault Brigade, powstałej z połączenia jednostek 24 Airmobile Brigade i 5th Airborne Brigade. Z kolei 16. Brygada weszła w skład wspólnego dla wszystkich rodzajów sił zbrojnych dowództwa Joint Helicopter Command. Jednostki odpowiedzialnej koordynacje eksploatacji i wykorzystania wszystkich śmigłowców transportowych Royal Navy, wszystkich śmigłowców lotnictwa wojsk lądowych i śmigłowców wsparcia Royal Air Force. Użytkowano je bojowo m.in. w Afganistanie i Libii. W 2016 kraj zrezygnował z modernizacji 50 używanych egzemplarzy do wersji AH-64E, zamiast tego zamierza zastąpić je od 2020 przez 50 fabrycznie nowych Guardianów.

## Cena i użytkownicy

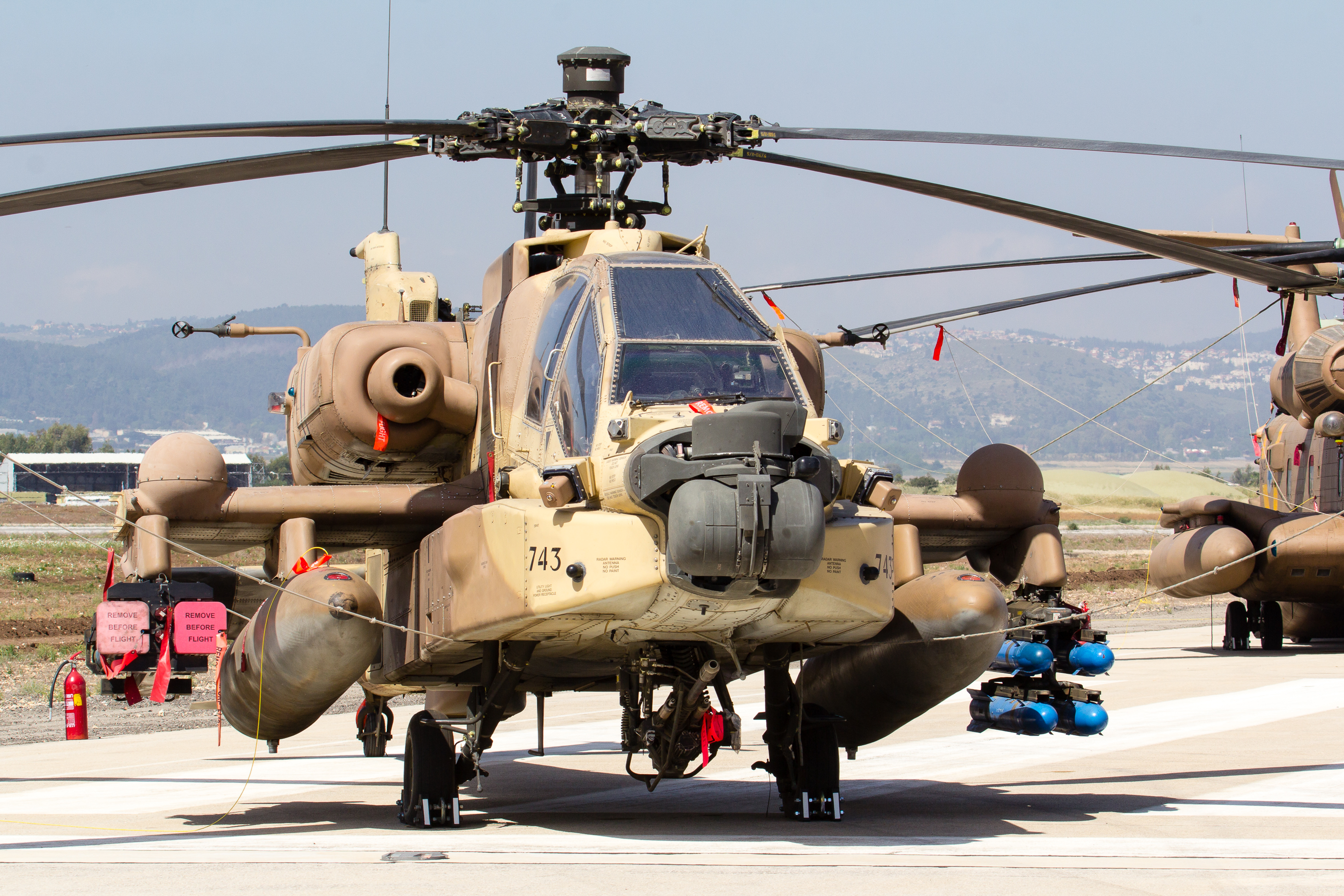
AH-64D izraelskich sił zbrojnych

Pierwotnie jeden egzemplarz AH-64A kosztował około 14,5 miliona dolarów amerykańskich. We wrześniu 2003 roku Grecja zamówiła 12 sztuk AH-64D wraz z uzbrojeniem za kwotę 657 milionów dolarów, co daje 56,25 miliona za sztukę. Singapur zakupił 20 AH-64D w dwóch partiach między 1999 i 2001. W 2011 zamówienie na 30 helikopterów w wersji Longbow Block III złożył Tajwan. Ich dostawy rozpoczęto w 2013 roku. W 2013 Korea Południowa zamówiła 36 AH-64E, których dostawy rozpoczęły się w 2016. W 2012 roku Katar rozpoczął negocjacje ws. zakupu 24 AH-64E wraz z wyposażeniem za ok. 3 mld USD. 
W 2016 rozpoczęto produkcję Guardianów dla Kataru w ramach kontraktu bez pakietu logistycznego i uzbrojenia wartego 667,5 mln USD, czyli cenie jednostkowej 27,8 mln USD, z dostawami od 2019. Indonezja zamówiła osiem AH-64E Guardian. Na 2018 rok przewidywane jest rozpoczęcie dostaw pierwszych z 22 zamówionych AH-64E dla Indii.
Licencję na produkcję AH-64D Block II dla lądowych sił samoobrony Japonii kupił koncern Fuji (FHI) w związku z planowanym zamówieniem 62 śmigłowców, lecz ostatecznie zamówienie japońskie ograniczyło się jedynie do 13 śmigłowców, w tym dwa pierwsze zbudowano w USA. Zastosowano w nich po raz pierwszy pociski powietrze-powietrze Stinger. W 2007 roku AH-64D został przyjęty na uzbrojenie Japonii (spotyka się też oznaczenie fabryczne AH-64DJP), lecz z przyczyn finansowych poprzestano na małej serii, której dostawa rozciągnęła się do 2017 roku. Jeden z nich został rozbity w wypadku 5 lutego 2018 roku.
13 sierpnia 2024 r. polskie Ministerstwo Obrony Narodowej podpisało z amerykańskim rządem umowę na dostawę 96 śmigłowców uderzeniowych AH-64E Apache wraz pakietem logistycznym i szkoleniowym oraz zapasem amunicji i części zamiennych. Polska stanie się w ten sposób drugim po Stanach Zjednoczonych największym użytkownikiem tych śmigłowców na świecie, wydając na to ok. 40 miliardów złotych. W pakiecie logistycznym uwzględniono m.in. sprzęt do wykonywania obsług śmigłowców, sprzęt lotniskowo-hangarowy oraz wsparcie techniczne. W pakiecie szkoleniowym uwzględniono z kolei szkolenie specjalistyczne dla pilotów i personelu technicznego oraz symulatory kompleksowe i do zadań cząstkowych. Nowe śmigłowce będą wprowadzane partiami w latach 2028 – 2032. Do czasu ich wprowadzenia planowany jest leasing kilku (mowa jest o 8) Apache'y od armii amerykańskiej w celu podtrzymania zdolności polskiego wojska w obszarze wykorzystania śmigłowców szturmowych i umożliwienie polskiemu personelowi szkolenia na tych maszynach w szerszej skali.
Helikoptery Apache posiadają:
- Arabia Saudyjska – 12 AH-64A
- Egipt – 37 AH-64D
- Grecja – 12 AH-64A, 8 AH-64D
- Królewskie Holenderskie Siły Powietrzne – 28 AH-64D (30 zakupiono w 1995, 2 utracono, od 2020 modernizowane do AH-64E)[13]
- Siły Zbrojne Rzeczypospolitej Polskiej - 8 AH-64D (leasing od 2025 o wartości 300 milionów dolarów)[14], 96 AH-64E (zamówione 13 sierpnia 2024, dostawy w latach 2028-2032)
- Siły Powietrzne Izraela – 37 AH-64A, 11 AH-64D
- Japonia – 13 AH-64D[1]
- Korea Południowa – 4 AH-64E, zamówiono 36
- Kuwejt – 50 AH-64D
- Republika Chińska – 5 AH-64E (1 utracono w 2014), zamówiono 30
- US Army – ok. 700 AH-64D/E
- Siły Powietrzne Republiki Singapuru – 20 AH-64D
- British Army – 50 Apache AH1 (AH-64D) z 67 wyprodukowanych
- Siły Powietrzne Zjednoczonych Emiratów Arabskich – 30 AH-64D

## Wypadki

### Polska
Podczas manewrów o kryptonimie Victory Strike II w październiku 2001 amerykański śmigłowiec AH-64 rozbił się na poligonie w Drawsku Pomorskim. Podczas awaryjnego lądowania zginął pilot Michael E. Reece. Przyczyną katastrofy była usterka techniczna.

### Albania
27 kwietnia 1999 w pełni uzbrojony AH-64 rozbił się i eksplodował podczas lotu treningowego. Załoga odniosła niewielkie obrażenia.
5 maja 1999 dwóch pilotów zginęło w wypadku niedaleko lotniska w Tiranie. Przypuszczalnie przyczyną był wybuch zasobników z amunicją.

## Porównywalne konstrukcje
- Eurocopter Tiger
- Mi-28
- Agusta A129 Mangusta
- Ka-50